# Église Saint-Laurent de Prémierfait
L'église Saint-Laurent est une église située à Prémierfait, en France.

## Localisation
L'église est située sur la commune de Prémierfait, dans le département français de l'Aube.

## Historique
L'édifice est inscrit au titre des monuments historiques en 1937.